# Альхенсторф
Альхенсторф (нім. Alchenstorf) — громада  в Швейцарії в кантоні Берн, адміністративний округ Емменталь.

## Географія
Громада розташована на відстані близько 25 км на північний схід від Берна.
Альхенсторф має площу 6,6 км², з яких на 7,6% дозволяється будівництво (житлове та будівництво доріг), 60,2% використовуються в сільськогосподарських цілях, 31,9% зайнято лісами, 0,3% не є продуктивними (річки, льодовики або гори).

## Демографія
2019 року в громаді мешкало 576 осіб (+1,2% порівняно з 2010 роком), іноземців було 4,7%. Густота населення становила 88 осіб/км².
За віковим діапазоном населення розподілялося таким чином: 17,4% — особи молодші 20 років, 59,5% — особи у віці 20—64 років, 23,1% — особи у віці 65 років та старші. Було 258 помешкань (у середньому 2,2 особи в помешканні).
Із загальної кількості 114 працюючих 70 було зайнятих в первинному секторі, 8 — в обробній промисловості, 36 — в галузі послуг.